# 未來小子 (動畫)
《未來小子》（英語：Meet the Robinsons）是2007年由華特迪士尼動畫工作室所製作的電腦動畫電影，是第47部迪士尼经典动画，該電影是根據威廉·喬伊斯1990年的童書繪本作品《和威伯伯的一天》所改編。這部電影講述了渴望被收養的12歲孤兒發明家小路，與来自未来的少年小威遇見，後者試圖阻止一個神秘的圓頂禮帽男子改變小路的未來。
《未來小子》由史蒂芬·安德森斯執導，配音演員包括喬丹·福萊爾、維斯力·辛格曼、哈蘭·威廉斯、湯姆·肯尼、史蒂芬·J·安德森、安琪拉·貝瑟、蘿莉·麥凱佛、亚当·韦斯特、伊森·山德勒、湯姆·謝立克等人。電影於於2007年3月23日在英國首映，並在同年3月30日在美國 以標準版和數位3-D版本上映。該部電影得到評論家的普遍正面評價。估計預算為1.5億美元，票房收入為 1.693 億美元。

## 角色

### 介紹
路易「小路」（Lewis）
還在強褓中時就被母親遺棄在孤兒院門口，自幼在孤兒院長大，也是位喜愛發明的天才少年，曾因想見到自己親生母親的容貌而發明了「記憶掃描機」，但是發明卻一直發生失敗，正當他因為多次失敗而自暴自棄時，一名自稱小威的少年出現，帶著小路駕著時光機來到未來世界。
威爾柏·羅賓森「小威」（Wilbur Robinson）
来自未来的少年，有点自信心过度，做事有点莽撞冲动。

### 配音員
| 配音                                                        | 配音                           | 配音                                                          | 角色                                                      |
| 美國                                                        | 台灣                           | 香港                                                          | 角色                                                      |
| ----------------------------------------------------------- | ------------------------------ | ------------------------------------------------------------- | --------------------------------------------------------- |
| 丹尼爾·漢森（幼年） 喬丹·福萊爾（少年） 湯姆·謝立克（成年） | 趙亮雲 柳超堅（成年）          | 伍柏朗                                                        | 路易(羅康納)「小路」（Lewis）                             |
| 維斯力·辛格曼                                               | 張宇豪                         | 陳家和                                                        | 韋伯·羅賓森「小威」（Wilbur Robinson）                    |
| 哈蘭·威廉斯                                                 | 謝文德                         | 葛民輝                                                        | 卡爾（Carl (CAR-L)）                                      |
| 湯姆·肯尼                                                   | 孫中台                         | 黎耀祥                                                        | 魏老師（Mr. Willerstein）                                 |
| 史蒂芬·J·安德森                                             | 康殿宏                         | 顏國樑                                                        | 黑帽怪客（Bowler Hat Guy）                                |
| 馬修·喬斯登                                                 | 曾浩維                         | 黎正朗                                                        | 麥可「小伯」·雅古賓 (柏麥可) （Michael "Goob" Yagoobian） |
| 史蒂芬·J·安德森                                             | 孫中台                         | 丁家湘                                                        | 巴德爺爺（Grandpa Bud）                                   |
| 史蒂芬·J·安德森                                             | 陳季霞                         | 周恩恩                                                        | 塔圖拉表姐（Cousin Tallulah）                             |
| 安琪拉·貝瑟                                                 | 陳季霞                         | 朱咪咪                                                        | 米阿姨（Mildred）                                         |
| 蘿莉·麥凱佛                                                 | 崔幗夫                         | 朱薰                                                          | 露西（Lucille Krunklehorn）                               |
| 亚当·韦斯特                                                 | 陳旭昇                         | 葛民輝                                                        | 阿特叔叔（Uncle Art）                                     |
| 妮可兒·蘇利凡 傑西·花朵                                     | 陳若甄 （少年） 劉小芸（成年） | 彭晴（少年） 鄭希怡（成年）                                   | 芬妮·羅賓森（Franny Robinson）                            |
| 伊森·山德勒                                                 | 使用原音                       | 使用原音                                                      | 多莉帽「多莉絲」（DOR-15 (Doris)）                        |
| 伊森·山德勒                                                 | 孫德成                         | 張振聲                                                        | 菲斯叔叔（Uncle Fritz）                                   |
| 伊森·山德勒                                                 | 孫德成                         | 張振聲                                                        | 佩度妮亞阿姨（Aunt Petunia）                              |
| 伊森·山德勒                                                 | 姜先誠 高德宇                  | 葛民輝                                                        | 斯派克和狄米特里（Spike and Dimitri）                     |
| 伊森·山德勒                                                 | 劉安                           | 盧俊豪                                                        | 拉斯洛表哥（Cousin Laszlo）                               |
| 伊森·山德勒                                                 | 佟紹宗                         | 楊耀泰                                                        | 科學站CEO（The CEO of InventCo）                          |
| 湯·哈爾                                                     | 夏治世                         | 袁富華                                                        | 加斯頓叔叔（Uncle Gaston）                                |
| 湯·哈爾                                                     | 陳旭昇                         | 周偉強                                                        | 教練（Gym Coach）                                         |
| 凱莉·霍夫                                                   | 丘梅君                         | 鄭希怡                                                        | 比莉阿姨（Aunt Billie）                                   |
| 崔西·米勒-扎尼克                                            | 曾詩淳                         | 薛果盈                                                        | 莉茲（Lizzy）                                             |
| 喬·馬迪歐                                                   | 劉安                           | 趙增熹                                                        | 泰尼（Tiny）                                              |
| 阿利安·雷德森 傑米·卡倫（唱）                               | 姜先誠                         | 楊耀泰                                                        | 青蛙法蘭奇（Frankie the Frog）                            |
| 保羅·巴奇特                                                 | 毛威仁                         | 蘇偉倫                                                        | 史丹利（Stanley）                                         |
| 達娜·馬克蓋瑞                                               |                                |                                                               | 科學展接待員（InventCo Receptionist）                     |
| 達娜·馬克蓋瑞                                               | 丘梅君                         | 小娟                                                          | 賀林頓太太（Mrs. Harrington）                             |
| 約翰·H·H·福德                                               | 夏治世                         | 周偉強                                                        | 賀林頓先生（Mr. Harrington）                              |
| 內森·格雷諾                                                 | 使用原音                       | 使用原音                                                      | 雷夫第（Lefty）                                           |
|                                                             | 王度 蕭蔓萓 古晧               | 黎家希 利耀堂 羅偉文 李家傑 黃永芳 周小君 譚天樂 柳重言 Boy'z |                                                           |

## 參照
- 迪士尼經典動畫長片
- 電腦動畫電影列表（List of computer-animated films）
- 動畫長片電影列表（List of animated feature-length films）
- 迪士尼數位3D電影（Disney Digital 3-D）

## 外部連結
- 官方网站
- 互联网电影数据库（IMDb）上《Meet the Robinsons》的资料（英文）
- TCM电影资料库上《Meet the Robinsons》的资料（英文）
- 大卡通資料庫上《Meet the Robinsons》的資料（英文）

- Box Office Mojo上《Meet the Robinsons》的資料（英文）
- 爛番茄上《Meet the Robinsons》的資料（英文）
- Metacritic上《Meet the Robinsons》的資料（英文）